# В ответ на письмо Филиппа
«В ответ на письмо Филиппа» — речь, приписываемая древнегреческому оратору Демосфену, сохранившаяся в составе «демосфеновского корпуса» под номером XI. Современные исследователи уверены, что в действительности это подделка, созданная в античную эпоху.
В 340 году до н. э. царь Македонии Филипп II направил афинскому Народному собранию письмо, в котором жаловался на нарушение условий мирного договора и грозил войной. Афиняне решили считать послание объявлением войны, приняли постановление о подготовке к боевым действиям и низвергли плиту с текстом договора. Это было сделано по предложению Демосфена, о чём сообщают он сам (в речи «За Ктесифонта о венке») и историк Филохор. Однако в тексте речи «В ответ на письмо Филиппа» нет указаний на эти меры. Оратор говорит о слабости Македонии, о том, что у Афин есть заметное преимущество и что вести войну нужно с энергией, подавая делами пример другим греческим полисам.
Уже античные читатели обратили внимание на то, что в речи нет отсылок к реальным историческим фактам и ответа на обвинение, прозвучавшее в письме Филиппа. Она не содержит уникального исторического материала: всё, что в ней говорится, можно найти в других речах Демосфена. Соответственно появилось мнение, что речь идёт о подделке, автор которой был знаком с творчеством оратора. Впервые оно прозвучало не позже I века до н. э. (у Дидима), с ним согласны современные исследователи. Существует гипотеза, что речь взята из «Истории Филиппа» Анаксимена (конец IV века до н. э.).